# Село (Жири)
Село (словен. Selo) је насељено место у општини Жири, Горењска регија, Словенија.

## Историја
До територијалне реорганизације у Словенији било је у саставу старе општине Шкофја Лока.

## Становништво
У попису становништва из 2011. године, Село је имало 298 становника.
| Број становника према пописима | Број становника према пописима | Број становника према пописима |
| ------------------------------ | ------------------------------ | ------------------------------ |
| 1991                           | 2002                           | 2011                           |
| 270                            | 279                            | 298                            |

Напомена: Године 2010. повећано за део насеља Фужине (Горења вас-Пољане).